# فطر داء البقع البيضاء

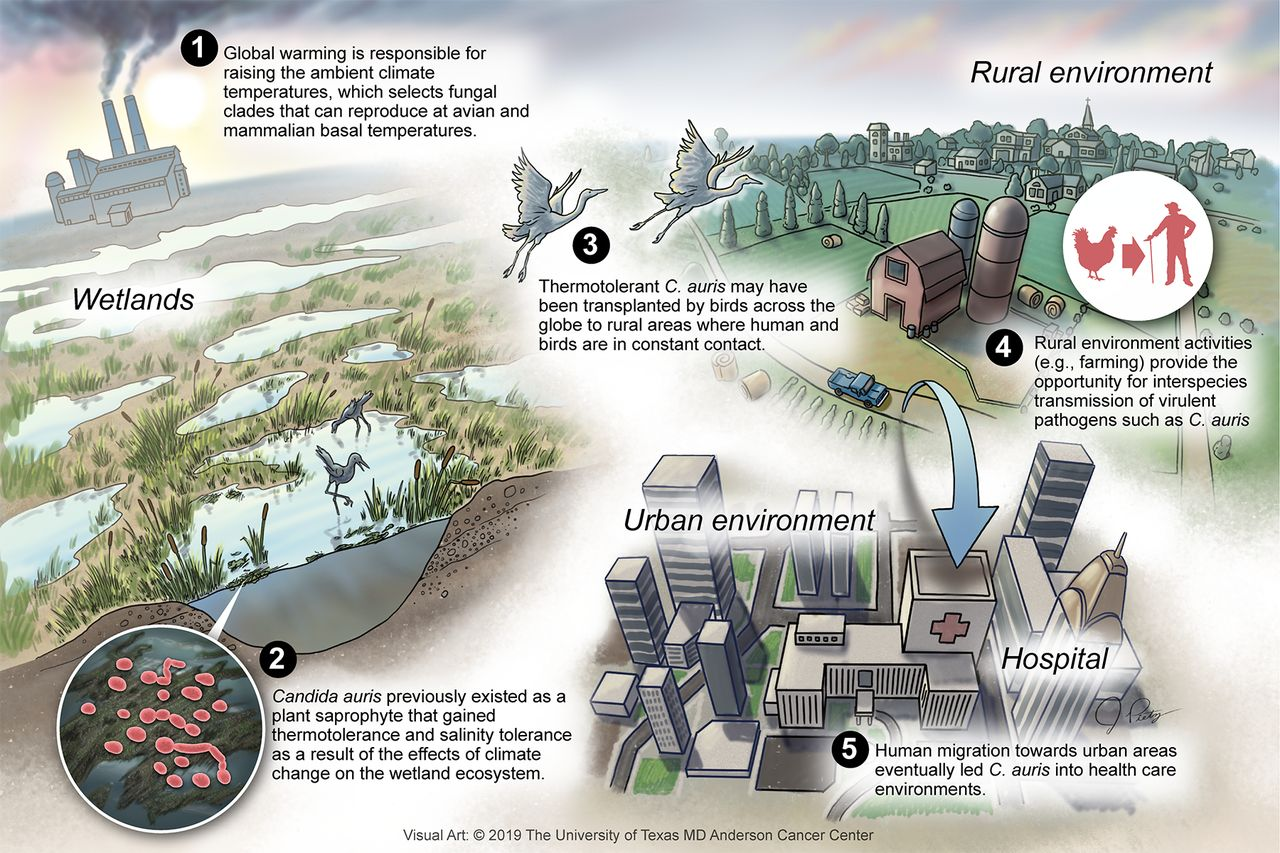
مخطط مقترح لبداية ظهور فطر داء البقع البيضاء.

فطر داء البقع البيضاء أو فطر الكانديدا أوريس (بالإنجليزية: Candida auris)‏؛ هو نوع من الفطريات التي تم اكتشافها لأول مرة في عام 2009 م تنمو على هيئة مستعمرات الخميرة، وهي تعد واحدة من الأنواع القليلة من جنس الكانديدا التي تسبب داء البقع البيضاء في الإنسان. في كثير من الأحيان، تحدث العدوى بداء البقع البيضاء في المستشفيات من قبل المرضى الذين يعانون من ضعف الجهاز المناعي. هذا النوع من الفطريات يمكن أن يسبب داء البقع البيضاء المميت الذي يصيب مجرى الدم والجهاز العصبي المركزي والأعضاء الداخلية. اجتذبت هذه الفطريات الممرضة مؤخراً اهتمامًا متزايدًا بسبب مقاومتها المتعددة للعقاقير، حيث ان علاجها معقد أيضًا لأنه يصعب التعرف عليها بسهولة عن الانواع الأخرى من أنواع الكانديدا، تم وصف الكانديدا اوريس لأول مرة بعد عزلها عن قناة الأذن لامرأة يابانية تبلغ من العمر 70 عامًا في مستشفى طوكيو ميتروبوليتان للشيخوخة في اليابان في عام 2009 م، وفي عام 2011 م شهدت كوريا الجنوبية أولى حالات الإصابة بالتهاب الكبد بالكانديدا اوريس. أفادت تقارير عدة ان هذا النوع الفطري الممرض منتشر في جميع أنحاء آسيا وأوروبا، وظهر بعد ذلك حالة عدوى لأول مرة في الولايات المتحدة في عام 2013 م. يشير تحليل الحمض النووي لأربعة سلالات من الكانديدا أوريوس المقاومة للعقاقير الطبية إلى وجود انحراف متطور في جيناتها منذ 4000 عام على الأقل، يظهر هذا التطور الجيني طفرة مشتركة بين السلالات الأربعة المقاومة للعلاج، تعزى هذه الطفرة لاستخدام مضاد للفطريات في الزراعة على نطاق واسع يعرف بمركبات أزول (azole).

## تعريفها وشكلها الظاهري
تم تحديده لأول مرة في عام 2009 م كانديدا اوريوس وهو نوع من الفطريات غير المتناظرة من جنس الكانديدا التي تنمو كفطر الخميرة. اسمها يأتي من الكلمة اللاتينية للأذن أوريوس،  تنمو بشكل مستعمرات ناعمة ولامعة رمادية إلى بيضاء اللون ولزجة في بيئة النمو، تظهر خلاياها المجهرية على شكل إهليلجي.

## أهميتها الطبية
يعد فطرداء البقع البيضاء واحد من الأنواع القليلة من جنس الكانديدا التي تصيب الإنسان فغالبًا ما تحدث العدوى بها في المستشفيات من قبل المرضى الذين يعانون من ضعف الجهاز المناعي. يمكن أن تسبب الإصابة بهذا الفطر في بعض الحالات داء البقع البيضاء شديد الضراوة أو المميت، حيث تصيب الأعضاء المختلفة من جسم الإنسان مثل: مجرى الدم أو الجهاز العصبي المركزي أو الكلى أو الكبد أو العظام أو العضلات أو المفاصل أو الطحال أو العيون. عادة ما يصاحبه أمراض أخرى مشتركة مثل السكري والإنتان وأمراض الرئة وأمراض الكلى.
اجتذب هذا الفطر الاهتمام الطبي المتزايد بسبب مقاومته المتعددة للعقاقير الطبية.
في المختبر أكثر من 90 ٪ من سلالات هذا الفطر تم عزلها تحمل طفرة مقاومة للعلاج المستخدم حالياً (fluconazole)  ، وما يتراوح بين 3-73 ٪ من السلالات المعزولة تحمل طفرة مقاومة للعلاج من نوع (voriconazole)،  في حين أن الأنواع الأخرى من العقاقير العلاجية مثل (posaconazole itraconazole and Isavuconazole) تظهر نتائج أفضل في العلاج. تم اكتشاف 13٪ إلى 35٪ من السلالات المعزولة والتي تظهر مقاومة للانواع العلاجية الأقوى مثل (amphotericin B)، ومع ذلك فإن معظم هذه السلالات المقاومة لا تزال حساسة للعقار (echinocandins).
علاج هذا النوع من الفطريات معقد جداً لأنه من الصعب التعرف عليها مخبرياً وتمييزها عن الانواع الأخرى من جنس الكانديدا. ملخص أهميتها الطبية تم نشره عام 2016 م من قبل مركز مكافحة الأمراض والوقاية منها في جامعة مينيسوتا لرفع مستوى الوعي العام.
وفقا لمركز مكافحة الأمراض والوقاية منها 30-60 ٪ من الناس الذين يعانون من التهاب داء البقع البيضاء شديد الضراوة قد توفوا، حيث ان العديد منهم يعاني من أمراض أخرى خطيرة ضعفت المناعة وزادت من خطر المرض.

## الحمض النووي
تم نشر العديد من مشاريع الحمض النووي من تتبع وقراءة سلاسل الكروموسوم بأكملها. يبلغ حجم الحمض النووي للكانديدا اوريوس من 12.3 إلى 12.5 ميجابايت ومحتوى السايتوسين والجوانين فيها من 44.5 إلى 44.8٪. تم العثور مؤخراً على طفرات عدة في جينات البروتينات الناقله فيها والمعروفة بـ عائلة ABC transporter وهي مجموعة من البروتينات وظيفتها نقل المركبات داخل الخلية، مما يساعد على تفسير مقاومتها المتعددة للعقاقير. تحمل جيناتها أيضا طفرات لعائلات الجينات المرتبطة بالاصابة المرضية مثل الليبازات ونواقل بروتين الـoligopeptide ونواقل mannosyl وعوامل النسخ transcription factors التي تسهل عملية الإصابة المرضية أو العدوى. هنالك عامل آخر قد يساهم في مقاومة الفطريات للعلاج وهو وجود مجموعة من الجينات المعروفة بعلاقتها في تكوين الأغشية الحيوية.
هنالك حاجة ماسة للمزيد من الدراسات لتحديد سبب الاختلاف التطوري في مورثات هذا النوع الفطري الذي قد يكون نتج من الطفرات الموروثة والمحمولة في جيناتها أو قابليتها الوراثية لاحداث العدوى والمرض أو مقاومة للعقاقير العلاجية.

## علم الأوبئة

### التمايز الجغرافي
علم الوراثة لفطر داء البقع البيضاء يشير إلى وجود أنماط وراثية مميزة في مناطق جغرافية مختلفة مع تنوع جيني جم بينها،  باستخدام مجموعة متنوعة من أساليب تحليل التقنية الحيوية على تتبع وقراءة سلاسلا الكروموسومات الوراثية لدعم هذه النتائج.
التسلسل الكامل للحمض النووي والتحليلات من السلالات المعزولة من باكستان والهند وجنوب أفريقيا وفنزويلا واليابان، ومقارنتها بنتائج السلاسل الكاملة للحمض النووي السابقة وضحت وحددت الجينان المودعة في أرشيف مركز المركز الوطني لمعلومات التقنية الحيوية  توزيعًا جغرافيًا متميزًا للأنماط الوراثية. أربعة واجهات مميزة مفصولة بعشرات الآلاف من تعدد الأشكال أحادية النوكليوتيدات. يتم توزيع هذه الصفائح جغرافيا على جنوب آسيا (الهند وباكستان) وجنوب إفريقيا وفنزويلا واليابان مع الحد الأدنى من التنوع الجيني الملحوظ داخل المنطقة.
باستخدام احدث طرق التقنية الحيوية المعروفه بـ Amplified fragment length polymorphism تم تحليل الحمض النووي لعينات مرضى معزولة من دول مختلفة منها المملكة المتحدة والهند واليابان وجنوب إفريقيا وكوريا الجنوبية وفنزويلا، حيث أظهرت العينات المعزولة من لندن تميز جيني ووراثي مختلف عن باقي العينات.
مقارنة تسلسل الحمض النووي ribosomal DNA لعينات فطر داء البقع البيضاء وجدت السلالات المعزولة من إسرائيل وآسيا وجنوب إفريقيا والكويت، أن السلالات من إسرائيل كانت متميزة جينياً عن تلك الموجودة في المناطق الأخرى. كتب تشاترجي وآخرون في عام 2015 م «إن التوزيع العالمي الفعلي لا يزال غامضا حيث أن الطرق التجارية الحالية للتشخيص الطبي لا تستطيع تمييزها وتعرّفها على أنها (Candida haemulonii).» 

### التاريخ

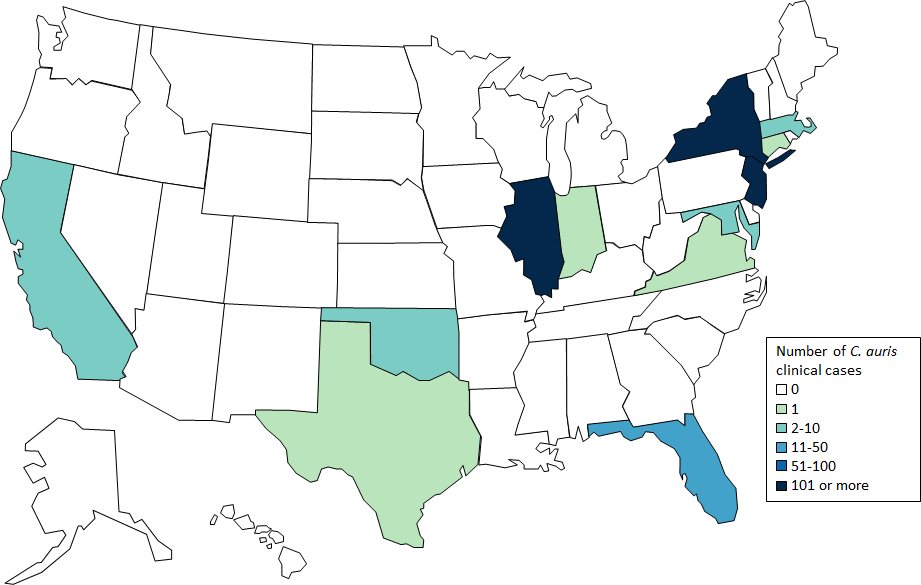
خريطة انتشار التهابات البقع البيضاء في الولايات المتحدة اعتبارًا من 2019 م

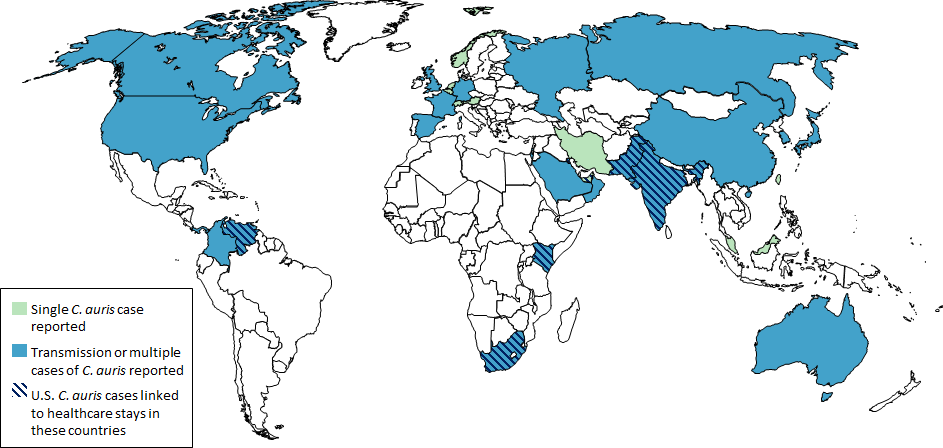
التوزيع العالمي لعدوى داء البقع البيضاء اعتبارا من 2019 م

تم وصف فطر داء البقع البيضاء لأول مرة بعد عزلها عن قناة الأذن لامرأة يابانية تبلغ من العمر 70 عامًا في مستشفى طوكيو متروبوليتان للشيخوخة في اليابان. كان معزولا وعلى أساس قدرتها على النمو في وجود العقار العلاجي micafungin وهونوع من مجموعة العلاج echinocandin للفطريات. يعد التصنيف الظاهري لها من خلال التحليلات الكيموتصنيفية والنشوء والتطور الوراثي باعتبارها سلالة جديدة من جنس الكانديدا.
الحالات الثلاث الأولى من عدوى داء البقع البيضاء الفطري تم عزلها في كوريا الجنوبية في عام 2011 م،  عينتين خلال دراسة عام 2009 م واكتُشفت الثالثه في عينة مُخزَّنة من عام 1996 م. كانت الحالات الثلاث مصابة بفطريات الدم المستمرة أي عدوى مجرى الدم، اثنان منم توفي في وقت لاحق بسبب مضاعفات أخرى. يجدر الإشارة هنا، انه تم التعرف بشكل خاطئ على العينات المعزولة من المرضى في البداية على أنها Candida haemulonii و Rhodotorula glutinis باستخدام طرق قياسية بسيطة، حتى حددها تحليل تسلسل الجينات للحمض النووي بشكل صحيح على أنها Candida auris . تؤكد هذه الحالات الأولى على أهمية التحديد الدقيق للأنواع واستخدام مضادات الفطريات الصحيحة في الوقت المناسب من أجل العلاج الفعال لهذا النوع من العدوى الفطرية.
خلال الفترة من 2009 إلى 2011 م، 12 عينة مرضية تم الحصول عليها من المرضى في مستشفيين في دلهي بالهند. تم العثور على نفس النمط الوراثي في بيئات مختلفة أخرى مثل: العناية المركزة وأجنحة الجراحة والعيادات الطبية وجناح علاج الأورام وحديثي الولادة وطب الأطفال والتي كانت منتشرة بشكل خاص بمرافق الرعاية الصحية. كان لدى معظمهم فقر الدم المستمر ولوحظ معدل وفيات مرتفع في هذين المستشفيين. جميع العزلات من نفس السلالة تم التعرف عليها طريق تحليل تسلسل الحمض النووي. حيث ان سابقا لم يتم تشخيصها بشكل صحيح من خلال الاختبارات المعملية التشخيصية الثابتة. كتب الباحثون الهنود في عام 2013 م أن هذا النوع الفطري أكثر انتشارًا بكثير مما تشير إليه التقارير المنشورة لأن معظم مختبرات التشخيص لا تستخدم طرقًا تعتمد على التسلسل لتحديد السلالات المرضية.
امتدت الفطريات إلى قارات أخرى، وفي نهاية المطاف، تم اكتشاف سلالة مقاومة للعديد من الأدوية في دول جنوب شرق آسيا في أوائل عام 2016 م.
أول تقرير عن تفشي فطر داء البقع البيضاء في أوروبا في أكتوبر عام 2016م في مستشفى رويال برومبتون، وهو مستشفى للقلب والصدر في لندن. في أبريل عام 2017 م وصفتها مديرة مركز السيطرة على الأمراض آن شوشات بأنها «تهديد كارثي». اعتباراً من مايو عام 2017 م وقد أبلغ مركز السيطرة على الأمراض عن 77 حالة في الولايات المتحدة، 69 حالة منهم من عينات تم جمعها في نيويورك ونيوجيرسي.
اعتبارًا من 30 أبريل 2019 م، ارتفع عدد حالات الإصابة بأمراض الكانديدا اوريوس في الولايات المتحدة إلى 654 حالة، حيث تم الإبلاغ عن 334 حالة في نيويورك، و 116 حالة في نيو جيرسي و 168 حالة في إلينوي، وفقًا لمركز مكافحة الامراض والوقاية منها.
منذ أن تم رصدها لأول مرة في المملكة المتحدة فقد امتدت إلى أكثر من 20 مستشفى حكومية موثوقة وأصابت 200 شخص حول العالم.
اعتبارًا من أبريل 2019 م، قام مركز مكافحة الأمراض والوقاية منها بتوثيق حالات الإصابة بفيروس نقص المناعة البشرية من البلدان التالية: أستراليا، النمسا، بلجيكا، كندا، الصين، كولومبيا، فرنسا، ألمانيا، الهند، إيران، إسرائيل، اليابان، كينيا، الكويت، ماليزيا، هولندا، النرويج، عمان، باكستان، بنما، روسيا، المملكة العربية السعودية، سنغافورة، جنوب أفريقيا، كوريا الجنوبية، إسبانيا، سويسرا، تايوان، تايلاند، الإمارات العربية المتحدة، المملكة المتحدة، الولايات المتحدة، وفنزويلا.

ذكر مركز مكافحة الأمراض والوقاية منها: 
 فطر دا البقع البيضاء «(Candida auris) هي عدوى فطرية مقاومة للعقاقير المتعددة تنتشر في المستشفيات وهي مميتة للغاية تقتل ما يصل إلى واحد من كل ثلاثة مصابون بها» 
 صرح Arturo Casadeval وهو دكتوراه في الطب وعلم الأحياء الدقيقة الجزيئي والمناعة في كلية جونز هوبكنز بلومبرج للصحة العامة: 
 «ما تقترحه هذه الدراسة هو أن هذه هي بداية تكاثر الفطريات مع ارتفاع درجات الحرارة، وسنواجه المزيد والمزيد من المشكلات مع مرور القرن»، «سوف يؤدي الاحتباس الحراري إلى اختيار سلالات فطرية أكثر تكيفاً حراريًا.»  

### سياق الكلام
مقاومة مضادات البكتيريا بشكل عام هي ظاهرة شائعة بشكل متزايد. في عام 2010 م تم الإبلاغ عن إصابة مليوني شخص بالتهابات مقاومة في الولايات المتحدة 23000 منها مميت.  ركزت التوقعات الاحتمالية الحديثة التي أجراها الباحثون في كلية الطب بجامعة واشنطن على عدد الوفيات بنحو 162000 حالة، حيث تقدر الوفيات في جميع أنحاء العالم من العدوى المقاومة بنحو 700000" سنويًا. معظم هذه الإصابات المقاومة ترجع إلى فطريات ممرضة أخرى غير فطر داء البقع البيضاء الكانديدا اوريس .

## روابط خارجية
- المبيضات قاعدة بيانات الجينوم